# Pueai Noi (huyện)
Pueai Noi (tiếng Thái: เปือยน้อย) là một huyện (amphoe) ở vùng tây nam của tỉnh Khon Kaen, đông bắc Thái Lan.

## Địa lý
Các huyện giáp ranh (từ phía nam theo chiều kim đồng hồ) Nong Song Hong và Ban Phai của tỉnh Khon Kaen, Kut Rang và Na Chueak của tỉnh Maha Sarakham.

## Lịch sử
Tiểu huyện (king amphoe) Phueai Noi đã được thành lập vào ngày 17 tháng 1 năm 1977, với hai tambon Phueai Noi and Wang Muang từ Ban Phai districts. Đơn vị hành chính này đã được nâng cấp thành huyện vào ngày 4 tháng 7 năm 1994.

## Hành chính
Huyện này được chia ra thành 4 phó huyện (tambon), các đơn vị này lại được chia thành 31 làng (muban). Pueai Noi là một thị trấn (thesaban tambon) nằm trên một phần của tambon Phueai Noi and Sa Kaeo. Có 3 Tổ chức hành chính tambon.
| STT. | Tên        | Tên Thái | Số làng | Dân số |  |
| ---- | ---------- | -------- | ------- | ------ |  |
| 1.   | Pueai Noi  | เปือยน้อย  | 7       | 4.477  |  |
| 2.   | Wang Muang | วังม่วง    | 8       | 6.256  |  |
| 3.   | Kham Pom   | ขามป้อม   | 9       | 5.397  |  |
| 4.   | Sa Kaeo    | สระแก้ว   | 7       | 3.614  |  |